# Juin 1915 (guerre mondiale)
mai 1915 - Juin 1915 - juillet 1915
- 1er juin :
  - Guillaume II interdit les attaques de sous-marins allemands contre les navires neutres, se déplaçant dans la zone du blocus des côtes alliées.

- 4 juin : 
  - Deuxième combat de Kérévés Déré : échec allié.

- 6 juin :
  - Guillaume II interdit l'attaque des paquebots de toute nationalité par les sous-marins allemands.

- 9 juin : 
  - Occupation de Tirana par les unités serbes engagées en Albanie depuis le 29 mai.
  - À l'initiative de Karl Liebknecht, protestation de 750 sociaux-démocrates allemands contre la politique du gouvernement

- 18 juin : 
  - Lors de la réunion du conseil des ministres de la double monarchie, Istvan Tisza, président du conseil hongrois, doute ouvertement de la sincérité de l'alliance germano-austro-hongroise, prétant au Reich la volonté de conduire l'Autriche-Hongrie dans une situation sans issue à l'issue du conflit.

- 20 juin :
  - création dans l'empire russe d’un comité central des industries de guerre, sous la pression des milieux d’affaires.

- 21 juin :
  - Troisième combat de Kérévés Déré : succès tactique allié.

- 23 juin :
  - Première offensive italienne sur les positions austro-hongroises le long de l'Isonzo.

- 25 juin :
  - arrêt des opérations françaises en Artois.

- 27 juin : 
  - Occupation de Scutari par les unités monténégrines déployées en Albanie.

- 28 juin : 
  - Traité de Tirana : Essad Pacha Toptani, premier ministre autoproclamé d'un gouvernement albanais établi dans le centre du pays, confirme les termes de l'accord le liant au gouvernement serbe et lie son pays à la Serbie par une alliance militaire, politique et économique.

- 30 juin : 
  - Quatrième combat de Kérévés Déré : succès tactique allié dans les Dardanelles.